# Carl Adolf Öhrnberg
Carl Adolf Öhrnberg, född 8 maj 1813 i Helsingfors, Finland, död 2 juni 1877 i Helsingfors, var en finländsk ämbetsman.
Öhrnberg blev student 1830, filosofie kandidat och filosofie magister 1836 samt juris utriusque kandidat 1853. Han blev justitierådman i Helsingfors 1855, politieborgmästare 1874, justitieborgmästare 1875 och erhöll sedermera hovrättsassessors titel. Han engagerade sig mycket i det konstitutionella livet i Finland under 1860-talet som representant för Helsingfors vid januariutskottet 1862 och vid lantdagarna 1863, 1864, 1867, 1872 och 1877. Han valdes in i flera utskott, bland annat lag och ekonomiutskottet 1863–1864 och lagutskottet. Han var borgarståndets vice talman 1877.
Öhrnberg uttalade sig ofta under debatterna och utövade genom omfattande juridiska insikter, frisinnad uppfattning och fast hållning ett stort inflytande på borgarståndet. Detta ledde till att en majoritet av detta, särskilt i konstitutionella och grundlagsfrågor, följde Öhrnbergs mening. Styrelsen kallade honom att delta i olika kommittéer.
Öhrnberg avled plötsligt i Helsingfors under pågående lantdag 1877.